# Humanity Star
Humanity Star è stato il primo satellite della Nuova Zelanda.
Si trattava di un satellite passivo, progettato per produrre brillamenti visibili dalla Terra. È stato realizzato come una sfera geodetica di un metro di diametro, con 65 pannelli per riflettere la luce del sole; l'aspetto risultante era simile a quello di una sfera specchiata. Il satellite è stato realizzato dalla Rocket Lab e lanciato il 21 gennaio 2018 dal Rocket Lab Launch Complex 1 con un razzo vettore Electron. Il satellite è rientrato nell'atmosfera il 22 marzo 2018.
Per la Rocket Lab, Humanity Star doveva essere "un simbolo brillante per ricordare a tutti sulla Terra il nostro fragile posto nell’universo", ma ha suscitato le reazioni negative degli astronomi, che hanno accusato la Rocket Lab di avere "vandalizzato" il cielo notturno e avere interferito negativamente con le osservazioni astronomiche per lo studio dell'universo.